# Espectroscòpia

Animació que mostra la dispersió de la llum en travessar un prisma.

L'espectroscòpia és una tècnica analítica experimental, molt usada en química i en física. Es basa a detectar l'absorció o emissió de radiació electromagnètica de certes energies, i relacionar aquestes energies amb els nivells d'energia implicats en transicions quàntiques de la substància a detectar. D'aquesta manera, es poden fer anàlisis quantitatives o qualitatives d'una enorme varietat de substàncies, aprofitant la capacitat d'emetre o absorbir la radiació d'una determinada longitud d'ona que presenten aquestes, o algun producte format a partir d'elles.
Històricament, l'espectroscòpia es va originar a través de l'estudi de la llum visible dispersada d'acord amb la seva longitud d'ona, per exemple mitjançant un prisma òptic. Més tard el concepte es va engrandir considerablement per abastar qualsevol interacció amb l'energia radiativa com a funció de la seva longitud d'ona o freqüència. Les dades de l'espectroscòpia sovint es representen per un espectre, un diagrama de la resposta d'interès com a funció de la longitud d'ona o la freqüència.

## Teoria
Un dels conceptes centrals de l'espectroscòpia és la ressonància i la seva corresponent freqüència ressonant. Les ressonàncies es van caracteritzar primer en sistemes mecànics com els pèndols. Els sistemes mecànics que vibren o oscil·len experimentaran grans oscil·lacions d'amplitud quan són conduïts a la seva freqüència ressonant. Un diagrama d'amplitud versus freqüència d'excitació tindrà un pic centrat en la freqüència de ressonància. Aquest diagrama és un tipus d'espectre, amb el pic sovint anomenat línia espectral i la majoria de línies espectrals tenen una aparença similar.
En els sistemes mecànics quàntics, la ressonància anàloga és un acoblament de dos estats estacionaris de mecànica quàntica d'un sistema, com un àtom, a través d'una font d'energia oscil·latòria com una fotó. L'acoblament dels dos estats és més fort quan l'energia de la font coincideix amb la diferència d'energia entre els dos estats. L'energia ({\displaystyle E}) d'un fotó està relacionada amb la seva freqüència ({\displaystyle \nu }) per {\displaystyle E=h\nu } on {\displaystyle h} és la constant de Planck, de manera que un espectre de la resposta del sistema davant de la freqüència fotó tindrà el pic a la freqüència de ressò o energia. Partícules com els electrons i neutrons tenen una relació comparable, les relacions de De Broglie, entre la seva energia cinètica i la seva longitud d'ona i freqüència i, per tant, també poden excitar les interaccions ressonants.
Els espectres dels àtoms i molècules sovint consisteixen en una sèrie de línies espectrals, cadascuna representant una ressonància entre dos estats quàntics diferents. L'explicació d'aquestes sèries, i els patrons espectrals associats amb elles, eren un dels enigmes en experimentació que va impulsar el desenvolupament i l'acceptació de la mecànica quàntica. Les sèries espectrals d'hidrogen, en particular, s'explicaren per primer cop amb èxit pel model quàntic Rutherford-Bohr de l'àtom d'hidrogen. En alguns casos les línies espectrals estan ben separades i són distingibles, però les línies espectrals també poden superposar-se i semblen ser una sola transició, si la densitat d'estats d'energia és prou alta.

## Classificació dels mètodes
L'espectroscòpia és un camp molt ampli on hi ha moltes subdisciplines, cadascuna amb les seves pròpies tècniques i es poden classificar de diverses maneres.

### Tipus d'energia radiant
Els tipus d'espectroscòpia es diferencien pel tipus d'energia radiant implicada en la interacció. En moltes aplicacions l'espectre es determina mesurant canvis en la intensitat o freqüència d'aquesta energia.
Els tipus d'energia radiativa estudiats inclouen:
- Radiació electromagnètica va ser la primera font d'energia usada per als estudis espectroscòpics. Les tècniques que fan servir radiació electromagnètica es classifiquen típicament per la regió de longitud d'ona de l'espectre i inclouen:
- microones
- terahertz
- Espectroscòpia en l'infraroig (IR): S'utilitza radiació amb longitud d'ona entre 780 nm i 1 mm, i dona informació sobre les vibracions en l'estructura de la molècula, així com dels grups funcionals en compostos orgànics.
- infraroig proper
- Espectroscòpia en el visible (VIS): S'utilitza radiació visible (llum) i serveix per detectar i quantificar espècies acolorides.
- Espectroscòpia en l'ultraviolat (UV): S'utilitza radiació entre 100 i 400 nm que correspon a canvis en els nivells electrònics dels electrons de valència. Normalment funciona junt al visible (visible i ultraviolada)
- Espectroscòpia de raigs X: S'utilitza raigs X, d'energia superior a l'ultraviolat, que correspon a canvis en els nivells electrònics d'electrons interns.
- espectroscòpia gamma
- Les partícules per la longitud d'ona de De Broglie, també poden ser una font d'energia radiant i tots dos electrons i neutrons són d'ús general. Per a una partícula, la seva energia cinètica determina la seva longitud d'ona.
- L'espectroscòpia acústica implica ones de pressió radiades.
- Els mètodes de l'espectroscòpia mecànica dinàmical es poden usar per impartir energia radiant, similar a les ones acústiques, als materials sòlids.

## Espectroscòpia atòmica
Un tipus d'espectroscòpia especial és l'espectroscòpia atòmica, en la qual no s'analitza la mostra tal qual sinó atomitzada (mitjançant escalfament en flama, forn de grafit o plasma), amb la qual cosa s'aconsegueix una selectivitat molt bona amb nivells de detecció molt baixos.

## Segons la relació entre la radiació i la substància detectada
Les tècniques espectroscòpiques es classifiquen segons la relació entre la radiació i la substància detectada en:
Tècniques d'absorcióLa radiació excita les partícules de l'espècie de manera que aquesta, per assolir el nou estat energètic absorbeix la radiació d'energia adequada. Es mesura la relació entre la intensitat de radiació en sortir de la mostra i la intensitat que hi arriba.
Tècniques d'emissióS'excita la mostra, principalment amb calor, i es mesura en una determinada longitud d'ona (característica de l'espècie que emet) la intensitat de radiació que emet aquesta en relaxar-se de nou.
Tècniques de fluorescènciaLa mostra s'excita mitjançant radiació de l'energia adequada i es mesura la radiació que s'emet en tornar a l'estat fonamental.

## Altres tipus d'espectroscòpia
Altres tipus d'espectroscòpia es diferencien per les seves aplicacions específiques o implementacions:
- Espectroscòpia Auger (Auger electron spectroscopy) és un mètode usat per estudiar les superfícies dels materials a microescala. Utilitza l'efecte Auger Sovint es fa servir combinada amb la microscòpia electrònica.
- Espectroscòpia de cavitat de l'anell Cavity ring down spectroscopy
- Espectroscòpia de Dicroisme circular (Circular Dichroism)
- Espectroscòpia Raman anti-Stokes coherent (Coherent anti-Stokes Raman spectroscopy,CARS) una tècnica recent aplicada in vivo.[7]
- Espectroscòpia de fluorescència de vapor atòmic fred (Cold vapour atomic fluorescence spectroscopy)
- Espectroscòpia de correlació (Correlation spectroscopy).
- Espectroscòpia de les transicions de nivell profund (Deep-level transient spectroscopy) mesura la concentració i analitza paràmetres de defectes actius eleèctricament en materials semiconductos
- Interferometria a doble polarització (Dual polarisation interferometry) mesura components reals i imaginaris de líndex refractiu comples
- Ressonància paramagnètica electrònica (espectroscòpia EPR)
- Espectroscòpia de força (Force spectroscopy)
- Espectroscòpia en transformada de Fourier (Fourier transform spectroscopy) és un eficaç mètode de processament de dades d'espectres usant interferòmetres. L'espectroscòpia infraroja de transformació de Fourier (Fourier transform infrared spectroscopy,FTIR) és una implementació comuna de l'espectroscòpia infraroja. La NMR també fa servir la transformació de Fourier.
- L'Espectroscòpia hadró (Hadron spectroscopy) estudia l'espectre energia/massa dels hadrons segons la paritat física dels spins i altres propietats de les partícules. L'espectroscòpia Baryon (Baryon spectroscopy) i l'espectroscòpia de mesó (meson spectroscopy) són dos tipus d'espectroscòpia d'hadrons.
- Imatge hiperespectral (Hyperspectral imaging) és un mètode per crear una imatge completa de l'ambient de diversos objectes.
- Espectroscòpia d'efecte túnel electrònica inelàstica (Inelastic electron tunneling spectroscopy,IETS) fa servir els canvis en el corrent deguts a la interacció de vibració d'electrons inelàstica a energies específiques que també poden mesurar transicions prohibides òpticament.
- Dispersió de neutró inelàstic (Inelastic neutron scattering) similar a l'espectroscòpia Raman, però usant neutrons en lloc de fotons.
- Espectroscòpia de plasma induïda per làser (Laser-induced breakdown spectroscopy,(LIBS), també dita Laser-induced plasma spectrometry (LIPS) és un tipus d'espectroscòpia d'emissió atòmica.
- L'espectroscòpia de laser fa servir làser sintonitzables (tunable laser)(un làser l'emissió de longitud d'ona d'operació del qual es pot alterar de manera controlada)[8] i altres tipus de fonts d'emissió coherents,[9] per l'excitació selectiva d'espècies químiques de molècules o àtoms.
- Espectroscòpia de massa (Mass spectroscopy) és un terme històric per a referir-se a l'espectrometria de massa. Actualment es recomana[10] fer servir el segon terme. L'ús del terme espectroscòpia de massa es va originar pel fet de fers servir pantalles de fòsfor per detectar ions
- Espectroscòpia Mössbauer (Mössbauer spectroscopy) sondegen les propietats d'isòtops específics dels nuclis atòmics amb l'efecte Mössbauer.
- Espectroscòpia per eco de spin neutrònic (Neutron spin echo) mesura la dinàmica interna en proteïnes i altres sistemes de materia tova.
- Espectroscòpia fotoacústica (Photoacoustic spectroscopy) mesura les ones de so produïdes per absorció de radiació.
- Espectroscòpia de fotoemissió (Photoemission spectroscopy)
- Espectroscòpia fototèrmica (Photothermal spectroscopy) mesura la calor per absorció de la radiació.
- Activitat òptica Raman (Raman optical activity spectroscopy) explota l'activitat òptica i dispersió de Raman per donar informació dels centres quirals en les molècules.
- Espectroscòpia Raman (Raman spectroscopy)
- Espectroscòpia saturada (Saturated spectroscopy)
- Espectroscòpia d'efecte túnel Scanning tunneling spectroscopy
- Espectrofotometria
- Time-resolved spectroscopy mesura la taxa de temps de durada de fluorescència/ fosforescència respecte a l'emissió de longitud d'ona.
- Espectroscòpia d'ampliació de temps (Time stretch analog-to-digital converter)[11][12]
- Espectroscòpia tèrmica infraroja (Thermal infrared spectroscopy) mesura la radiació tèrmica emesa en els materials i en la seva superfície i es fa servir per determinar els enllaços químics presents en la mostra. Es fa servir en química mineralogia i ciència planetària.
- Espectroscòpia fotoelectrònica ultraviolada (Ultraviolet photoelectron spectroscopy, UPS)
- Espectroscòpia de Dicroisme circular vibratori (Vibrational circular dichroism spectroscopy)
- Espectroscòpia fotoelectrònica de raigs X (X-ray photoelectron spectroscopy,XPS)